# Anton Webern
Anton Webern (3. prosince 1883, Vídeň, Rakousko - 15. září 1945 Mittersill poblíž Salcburku, Rakousko) byl rakouský skladatel a dirigent období expresionismu, stoupenec a žák Arnolda Schönberga a obdivovatel Mahlerovy hudby.

## Život
Anton Webern se narodil 3. prosince v roce 1883 ve Vídni jako Anton Friedrich Wilhelm von Webern. Jak von v jeho jméně ukazuje (ačkoliv ho později nepoužíval), pocházel tento skladatel z aristokratické rodiny. Jeho otec, Karl von Webern, pracoval jako důlní inženýr a rodina měla majetek v Korutanech. V roce 1894 se rodina Webernových odstěhovala do Klagenfurtu, kde Anton mimo jiné začal navštěvovat gymnázium a dobrou střední školu. Naučil se zde hrát na housle a violoncello a projevil se u něj silný celoživotní zájem o Mahlerovu hudbu, kterou studoval z klavírních přepisů.

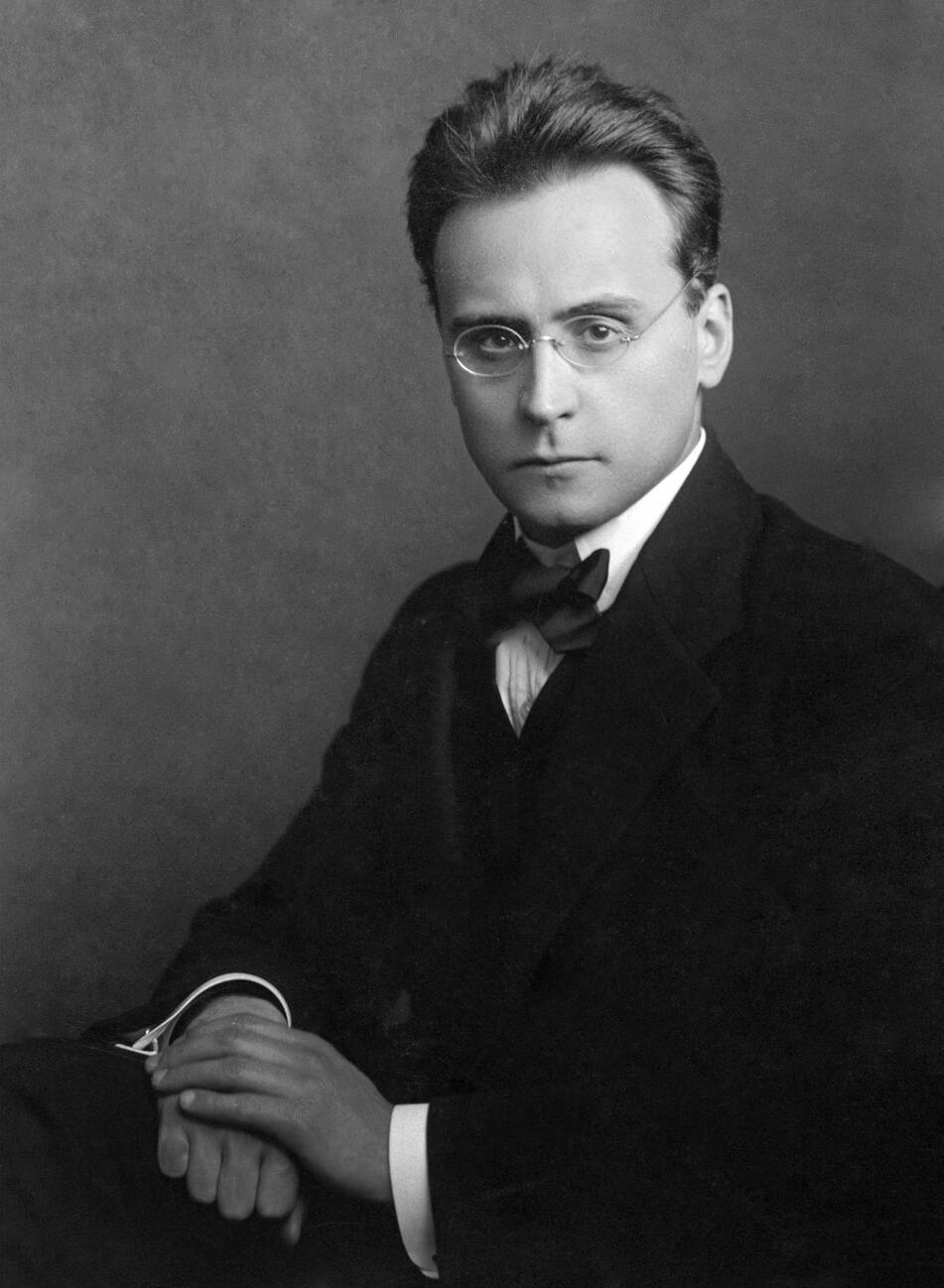
Anton Webern na fotografii z října 1912, pořízené v Štětíně.

První jeho písně začaly vznikat v jeho sedmnácti letech a o rok později, u příležitosti svého ukončení školy dostal od svého otce darem cestu do Bayreuthu, kde právě probíhal Wagnerův festival. Přibližně v této době byl Karl von Webern jmenován do vládní funkce ve Vídni a s určitým váháním nakonec dovolil, aby jeho syn Anton začal studovat hudbu na vídeňské univerzitě a získal doktorát. Zde od roku 1902 až do té doby, než získal titul doktor filozofie, což bylo v roce 1906, budoucí skladatel zpíval v univerzitním sboru, studoval běžné akademické obory hudebních věd, konkrétně harmonii a kontrapunkt a napsal doktorskou práci o hudbě vlámského renesančního skladatele Heinricha Isaaca (* asi 1450 - † 1517).
Ve věku dvaceti let, v roce 1904 se v Berlíně seznámil se skladatelem Hansem Pfitznerem (* 1869 - † 1949), ale Webernovi se nelíbila jeho přezíravost vůči Mahlerově hudbě, a tak se vrátil do Vídně. Zde se na podzim téhož roku vydal s několika pracemi za skladatelem Arnoldem Schoenbergem, který si ho později vybral mezi své žáky. Tento vlivný a charismatický skladatel byl jen o devět let starší než Webern, ale byl již brilantním, ač dominantním učitelem a mladšího Antona naprosto ohromil. Později vzdal svému učiteli, který mu pomohl nalézt vlastní hudební osobnost a získat kompoziční techniky k jejímu vyjádření, hold.
Od tohoto okamžiku po nějaké čtyři roky vznikalo několik skladeb včetně sonátové věty pro klavír, smyčcového kvartetu a pěti písní na verše Richarda Dehmela. Skladba, kterou sám považoval za svou závěrečnou práci, završující v roce 1908 jeho učednická léta, byla pascaglia pro orchestr, kterou označil jako svůj Op. 1.
Ačkoliv postrádal Anton serióznější vzdělání jako dirigent, strávil následujících přibližně dvanáct let jako nositel nelehkého postavení dirigenta provinciálních městeček německy hovořícího světa, uváděje především operety a další lehčí hudební žánry, které k jeho talentu jaksi nepříslušely. V roce 1910 si vzal za ženu svou sestřenici Wilhelminu Mörtlovou a následující rok se jim narodilo první dítě, dcera Amálie, později měli ještě syna a další dvě dcery, takže musel Webern usilovně pracovat, aby uživil svou početnou rodinu. Pořádné štětí ho postihlo až po návratu do Vídně, kdy se usadil poblíž Schönberga v Mödlingu na předměstí Vídně, poblíž známého Vídeňského lesa.
V roce 1921 začal Universal Edition uveřejňovat jeho skladby a dirigování vídeňských symfonických koncertů a to mu později umožnilo uveřejňovat svá vlastní díla. V roce 1927 přijal místo dirigenta orchestru rakouského rozhlasu, které si udržel až do roku 1938, kdy došlo k anektování Rakouska Německem. Během války zůstal s rodinou v Mödlingu, až na cestu do Švýcarska v roce 1943 na premiéru svých Variací pro orchestr op. 30, která se konala ve Winterthuru.
V posledních týdnech války jel spolu se svou ženou navštívit své dcery poblíž Salcburku, kde byl zajat a americkým vojákem omylem zastřelen. Anton Webern se dožil 61 let.

## Dílo
Stejně jako Schoenberg byl i Webern často svědkem toho, jak je jeho hudba zesměšňována, jako například když kritik časopisu New York Times, píše, že Webernova v té době právě dokončená symfonie op. 21 je „jednou z těch sípavých maličkostí, které Webern složil, když odřezával drobné a nicotné myšlenky, dokud nedosáhl dokonalé nicotnosti a nenapsal zhola nic… Výbuch smíchu, který se ozval celým sálem, téměř přerušil zvuky Webernova ukňouraného orchestru.“
Pravého úspěchu dosáhl Webern až deset let po své smrti, kdy ho začali mladí skladatelé oslavovat jako významného rakouského skladatele. Skutečností však zůstává, že se Webernova hudba ani po více než půl století, ač velice vážená, nestala populární způsobem tvorby, jako se to podařilo ostatní podnětné hudbě jeho doby - jako například dílům Stravinského nebo Bartóka. Zamilovat si Weberna a především ocenit jeho umění, pomáhá chápat celý typ hudby, který se pokoušel vytvářet. Ačkoli byl celoživotním propagátorem Schönbergových metod seriální hudby a zřejmě jim byl i věrnější než sám Schönberg, byl dalek tomu, být pouhým intelektuálním teoretikem nebo spekulantem.
Webern nebyl plodný skladatel; za jeho život se vydalo jen jedenatřicet jeho děl, ale zato jsou to díla jedinečná a mezi milovníky vážné hudby většinou oblíbená.

## Citáty
- „Hudba je jazyk. Člověk chce v tomto jazyku vyjádřit myšlenky, hudební myšlenky.“[2]